# 28e assemblée générale de l'Île-du-Prince-Édouard
La 28e assemblée générale de l'Île-du-Prince-Édouard est en séance du 24 avril 1879 au 15 avril 1882. Le Parti conservateur dirigé par William Wilfred Sullivan forme le gouvernement.
John A. MacDonald est élu président de l'Assemblée législative de l'Île-du-Prince-Édouard.
Il y a quatre sessions lors de la 28e assemblée générale :
| Session | Début         | Fin           |
| ------- | ------------- | ------------- |
| 1re     | 24 avril 1879 | 7 juin 1879   |
| 2e      | 4 mars 1880   | 26 avril 1880 |
| 3e      | 1er mars 1881 | 5 avril 1881  |
| 4e      | 8 mars 1882   | 8 avril 1882  |

## Liste des membres

### Kings
| Circonscription |  | Membre                   | Parti        |
| 1er Kings       |  | John C. Underhay         | Libéral      |
| 1er Kings       |  | Lauchlin MacDonald       | Libéral      |
| 2e Kings        |  | William W. Sullivan      | Conservateur |
| 2e Kings        |  | William Hooper           | Indépendant  |
| 3e Kings        |  | James E. MacDonald       | Conservateur |
| 3e Kings        |  | Donald Ferguson          | Conservateur |
| 4e Kings        |  | Samuel Prowse            | Conservateur |
| 4e Kings        |  | William A. Poole         | Conservateur |
| 5e Kings        |  | Daniel Gordon            | Conservateur |
| 5e Kings        |  | Archibald John Macdonald | Indépendant  |

### Prince
| Circonscription |  | Membre                          | Parti        |
| 1er Prince      |  | Peter Gavin                     | Conservateur |
| 1er Prince      |  | Nicholas Conroy (1879)          | Libéral      |
| 1er Prince      |  | Stanislaus F. Perry (1879-1882) | Libéral      |
| 2e Prince       |  | John Yeo                        | Conservateur |
| 2e Prince       |  | James W. Richards               | Conservateur |
| 3e Prince       |  | John Alexander MacDonald        | Conservateur |
| 3e Prince       |  | Joseph-Octave Arsenault         | Conservateur |
| 4e Prince       |  | George W. Bentley               | Conservateur |
| 4e Prince       |  | Augustus E. C. Holland          | Conservateur |
| 5e Prince       |  | John Lefurgey                   | Conservateur |
| 5e Prince       |  | Angus McMillan                  | Libéral      |

### Queens
| Circonscription |  | Membre                          | Parti        |
| 1er Queens      |  | Donald Cameron                  | Conservateur |
| 1er Queens      |  | William Campbell                | Conservateur |
| 2e Queens       |  | Donald Farquharson              | Libéral      |
| 2e Queens       |  | Donald McKay                    | Conservateur |
| 3e Queens       |  | Francis Kelly (1879)            | Conservateur |
| 3e Queens       |  | Donald A. MacDonald (1879-1882) | Conservateur |
| 3e Queens       |  | Robert Shaw                     | Conservateur |
| 4e Queens       |  | Donald Montgomery (1879)        | Indépendant  |
| 4e Queens       |  | Donald Crawford (1879-1882)     | Conservateur |
| 4e Queens       |  | James Nicholson                 | Conservateur |
| 5e Queens       |  | Neil McLeod                     | Conservateur |
| 5e Queens       |  | George W. Deblois               | Conservateur |